# Contexte de l'occupation des pays baltes
Le contexte de l'occupation des pays baltes couvre la période des premières indépendances de 1918, jusqu'aux ultimatums soviétiques de 1939-1940 et à l'occupation soviétique, à partir du 14 juin 1940. Les pays baltes acquirent leur indépendance pendant et après les révolutions russes de 1917. En difficulté avec ses ennemis intérieurs, le gouvernement de Lénine ne s'y opposa pas. Les trois pays baltes réussirent à conclure des traités de non-agression dans les années 1920 et 1930, qui furent rompus par l'URSS en 1940 à la faveur du pacte germano-soviétique.

## Chemin vers l’indépendance

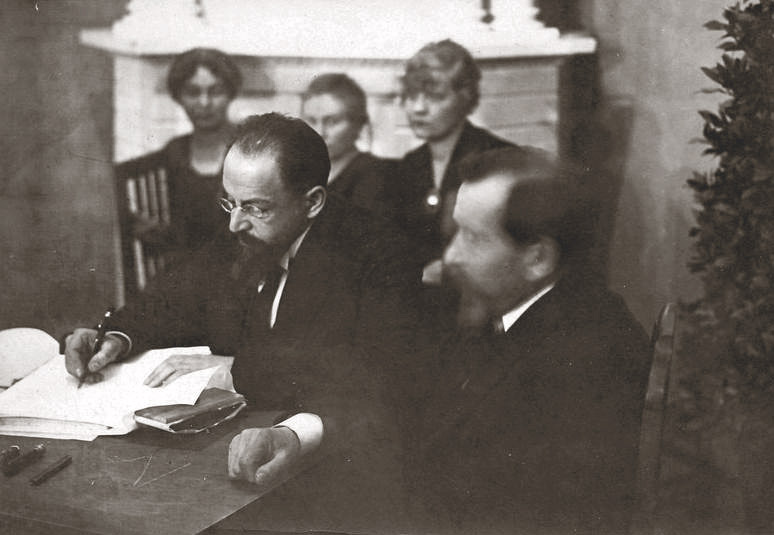
Signature du traité de Tartu par Adolf Joffé (représentant la Russie soviétique, à gauche).

L'Empire russe acquit les provinces suédoises d'Estonie (correspondant au Nord de l'Estonie actuelle) et de Livonie (nord de la Lettonie actuelle avec Riga et Estonie du Sud (Tartu, Viljandi, Pänu) à la suite du traité de Nystad en 1721. Si l'administration suédoise avait cherché à limiter le pouvoir et les privilèges des élites allemandes (grands propriétaires, bourgeoise urbaine), le gouvernement russe les rétablit et à leur laissa de facto l'administration de ces provinces par le biais de diètes provinciales. Le pouvoir russe ne commença à s'affirmer qu'au cours du XIXe siècle et surtout à la fin de celui-ci où la politique panslaviste aboutit à de profondes réformes politiques et sociales visant à russifier ces pays. L'influence des élites allemandes restait cependant dominante au sein de l'administration russe, surtout après les craintes générées par la révolution de 1905 et la répression exercée contre les révolutionnaires estoniens et lettons.
Le duché de Courlande et de Sémigalie (sud de la Lettonie actuelle) fut intégré en 1795 selon les mêmes modalités que les autres provinces. La Livonie polonaise (en letton Latgale, détachée en 1629 du reste de la province) fut rattachée en 1772 au moment du premier partage de la Pologne : intégrée dans le gouvernement de Vitebsk, elle perdit son identité politique et connut jusqu'en 1918 un développement différent des autres provinces lettonnes avec notamment une présence plus forte de l'aristocratie polonaise et une colonisation démographique russe. La Lituanie fut intégrée en 1795 au moment de la disparition définitive de la Pologne-Lituanie : les insurrections de 1830 et 1863 aboutirent à une politique de russification beaucoup plus poussée (interdiction de la littérature en langue latine, disparition du terme Lituanie, persécutions…).
En 1914, la Première Guerre mondiale éclata et, dès 1915, les armées allemandes occupèrent la Lituanie et la Courlande intégrant ces régions dans l'Ober Ost. L'expulsion massive des populations non-germaniques des territoires occupés par l'armée allemande mènera à un exode dramatique à l'intérieur de l'Empire russe mais aussi à la naissance d'organisations de secours de réfugiés qui permirent aux élites nationales baltes de s'affirmer. Les mouvements nationaux avaient surtout jusque là cherché à s'émanciper de la tutelle allemande, à revendiquer des droits politiques et économiques complets et à affirmer leur identité culturelle (enseignement en langue nationale, réunification des territoires lettons ou estoniens en une seule entité, une certaine autonomie intérieure) sans pouvoir rêver d'une indépendance face à la puissance de l'Empire russe. Mais lorsque ce dernier laissa place à une république à vocation démocratique, les revendications indépendantistes commencèrent à s'affirmer en s'appuyant à la fois sur le programme des Alliés (« droit des peuples » et « 14 points » de Wilson) et sur les déclarations de Lénine (la Russie « prison des peuples » et droit de ceux-ci à s'émanciper).
Après la l'accession de Lénine au pouvoir, les dirigeants baltes tentèrent d'affirmer leurs droits mais étant sous occupation allemande depuis 1915, ils durent négocier avec l'Empire allemand qui, après son traité de Brest-Litovsk avec le gouvernement de Lénine, envisageait d'annexer les pays baltes. La Lettonie proclama son indépendance le 16 février 1918 afin de prendre de vitesse les impérialistes allemands et les obliger à négocier. L'Estonie proclama la sienne le 24 février 1918. La Lettonie fut la dernière à proclamer son indépendance le 18 novembre 1918, une semaine après l'armistice du 11 novembre 1918. Le traité de Brest-Litovsk étant caduc du fait de la capitulation allemande, l'Armée rouge tenta, avec l'aide des bolcheviks locaux, de prendre le contrôle des pays baltes, proclamant des républiques soviétiques. La guerre civile russe qui suivit opposa, sur les rives de la Baltique, trois forces : les bolcheviks, les indépendantistes baltes et des corps francs allemands tentant de conserver un contrôle germanique sur la région.
En novembre 1918, l'Armée rouge conquit Narva où les bolcheviks proclamèrent la Commune des travailleurs d'Estonie, mais elle ne tint que six semaines. Les troupes estoniennes furent les premières à libérer leur territoire national au printemps 1919 mais leurs combats durèrent jusqu'à la fin de l'année en raison de l'avancée des troupes tsaristes depuis la périphérie de Saint Petersbourg (armée Youdenitch). En décembre, les bolcheviks lettons contrôlaient Riga et proclamaient la république socialiste soviétique de Lettonie mais en mai 1919, la ville fut prise conjointement par des corps francs allemands et des détachements lettons (avec l'aide d'un petit groupe de Russes tsaristes, dirigé par le prince Lieven). Le reste du territoire letton fut finalement libéré en 1919, la Latgale au début de 1920 avec le soutien de l'armée polonaise.
Il fallut donc attendre l'hiver 1919-1920 pour que les trois États puissent prendre le contrôle effectif de leur territoire, une fois éloignées les menaces allemande et russe.
Par la suite, les pays baltes signèrent des traités de paix avec la Russie soviétique. L'Estonie signa le traité de Tartu du 2 février, la Lituanie, le traité de paix soviéto-lituanien le 12 juillet et la Lettonie, le traité de paix soviéto-letton le 15 août 1920. En 1920, les trois États baltes adoptèrent des constitutions, incluant le suffrage universel, le multipartisme et un régime parlementaire avec un président. Mais les bolcheviks locaux refusèrent de reconnaître ces gouvernements démocratiques (auxquels ils déniaient ce caractère : voir « démocratie populaire ») et tentèrent un coup d'État en Estonie en décembre 1924. Les partis communistes furent donc interdits en tant que tels, mais participèrent à la vie politique par le truchement de nouvelles formations d'extrême-gauche ou en infiltrant les partis sociaux-démocrates ou les syndicats, puissants en particulier en Lettonie. Lors des différentes élections démocratiques, ils n'obtinrent toutefois pas plus de 5 à 10 % des voix.

## Diplomatie dans les années 1920 et au début des années 1930

### Les pays baltes cherchent des garanties de sécurité
Les bolcheviks ne purent pas empêcher l'indépendance des pays baltes, et l'Occident finit par l'accepter. En 1921 (26 janvier), l'Estonie et la Lettonie, obtinrent de jure la reconnaissance diplomatique des principales puissances alliées, puis, par la suite, des autres pays (les États-Unis attendirent 1922). La Lituanie ne fut reconnue qu'en décembre 1922 à l'issue du conflit polono-lituanien (annexion polonaise de Vilnius en octobre 1920, Guerre polono-lituanienne et échec d'une nouvelle confédération polono-lituanienne (plan Hymans de 1921). Les trois États rejoignirent alors la Société des Nations.
Les États baltes cherchèrent des garanties de leur existence, mais n'y parvinrent ni auprès des puissances occidentales (qui, tout en proclamant leur sympathie, ne souhaitaient pas s'engager dans la région après leur défaite en Russie face aux bolcheviks) ni auprès des pays scandinaves (qui, malgré leur soutien culturel et économique, ne souhaitaient pas se départir de leur neutralité). Enfin le projet d'une entente régionale, l'« Entente baltique »allant de la Finlande à la Pologne, se concrétisa par l'accord de Varsovie fut ainsi signé en mars 1922 par la Finlande, la Pologne, l'Estonie et la Lettonie, mais cette entente fut fragilisée du fait du conflit polono-lituanien concernant Vilnius, et le parlement finlandais ne le ratifia pas.
Les Estoniens et les Lettons conclurent cependant une convention militaire en 1923, que la Lituanie rejoignit en 1934 (traité d'Entente baltique de septembre 1934). Si la coopération diplomatique fut poussée et de nombreux échanges culturels initiés, la coopération militaire resta comme auparavant très faible, car Lettons et Estoniens ne souhaitaient s'impliquant dans le conflit opposant la Lituanie à l'Allemagne nazie (crise de Memel de 1934-1935). Cependant, les Finlandais et les Estoniens effectuaient des exercices militaires secrets au début des années 1930, reconstruisant des batteries navales tsaristes. Enfin, en 1934, les trois pays baltes conclurent l'Entente baltique.

### Accords commerciaux et de non-agression germano-soviétiques
La conférence de Gênes en avril 1922 entre l’Allemagne démocratique, la Russie soviétique et les puissances alliées était une tentative de stabiliser l’Europe. Mais les Allemands et les Soviétiques se mirent d’accord de leur côté au traité de Rapallo pour liquider leurs dettes mutuelles de guerre et s’entraider (l’Allemagne étant militairement entravée par le Traité de Versailles, son armée s’entraînait en Russie, et celle-ci aida les syndicats allemands à résister à l’occupation de la Ruhr ; une coopération économique directe fut aussi initiée, technologie allemande contre produits agricoles soviétiques bon marché). Les dirigeants baltes avaient perdu l’opportunité d’un consortium international, prévu pour commercer avec les Soviétiques. Ensuite, les accords de Locarno en 1925 donnèrent un cadre pour la sécurité européenne, garantissant les frontières occidentales de l'Allemagne, mais pas ses frontières orientales, ce qui laissait ouvertes les questions baltes, notamment celle de Memel. Les Allemands et les Soviétiques signèrent le traité de Berlin de 1926, resserrant encore leurs liens : les États baltes furent mis en garde de ne pas devenir des avant-postes militaires de la Grande-Bretagne contre l'Union soviétique.
L'Allemagne obtint des pays baltes un régime d'autonomie pour les minorités germano-baltes d'Estonie et de Lettonie, et des relations commerciales actives, l'Allemagne étant, avec la Grande Bretagne, le premier client des États baltes notamment pour les produits agricoles (beurre, viande) et le bois (accord commercial germano-letton et lituanien en 1926). Les États baltes se montraient cependant très inquiets de l'influence allemande dans leurs affaires intérieures et craignaient toute résurgence du pangermanisme pouvant favoriser la domination des germano-baltes et donc la disparition des petits et moyens propriétaires baltes issus des réformes agraires qui avaient mis fin aux grands domaines germaniques. La Lettonie comme l'Estonie cherchèrent alors à retrouver de bonnes relations avec l'Union soviétique et conclurent de nombreux accords avec elle (pactes de non-agression, protocole Litvinov), tout en maintenant leur ancrage à l'Ouest (Société des nations, concertation avec la Pologne et les puissances occidentales). Au niveau commercial, si le souhait de rétablir des relations commerciales aussi florissantes qu'avant 1914 fut grand, la collectivisation, les famines soviétiques, la situation intérieure de l'URSS et les changements incessants de ligne politique et d'interlocuteurs mirent fin à ces espoirs, d'autant que le régime soviétique liait les concessions économiques et commandes, à des concessions diplomatiques et politiques dangereuses pour la stabilité des pays baltes.
Les efforts en 1927 du gouvernement socio-démocrate letton de se rapprocher de l'URSS échouèrent finalement. La Lituanie avait une position plus particulière car l'Allemagne nazie et l'Union soviétique constituaient pour elle des contrepoids importants contre toute velléité de pression polonaise (ou d'intervention militaire, envisagée en 1927 par le maréchal Pilsudski). Ainsi le pacte de non-agression soviéto-lituanien signé en septembre 1926 reconnaissait Vilnius comme devant revenir à la Lituanie.
La situation des pays baltes semblait stabilisée. L'Union soviétique n'apparaissait plus comme une menace importante, d'autant que Joseph Staline développait l'idée du « socialisme dans un seul pays ». Les Soviétiques signèrent des traités de non-agression en 1932, avec la Finlande, la Lettonie, l'Estonie et la Pologne.

## L'Europe redevient instable

### Montée des régimes totalitaires
Les suites du krach de 1929 en la crise mondiale qui s'ensuivit perturbèrent gravement l'équilibre de la communauté internationale, fragilisant les démocraties et favorisant les régimes totalitaires et militaristes, notamment soviétique, japonais, nazi et fasciste. Dans les États baltes comme en Europe centrale, cela favorisa la montée de régimes autoritaires nationalistes, xénophobes et antisémites. Antanas Smetona et Augustin Valdemar avaient déjà pris le pouvoir en Lituanie par un coup d'État en 1926. L’Estonie et la Lettonie suivirent la même voie en 1934. Le doyen de l'état Konstantin Päts prit le pouvoir en Estonie, et peu de temps après, le premier ministre Kārlis Ulmanis fit de même en Lettonie. En outre, en raison de la grande Dépression, deux grands partenaires commerciaux des pays baltes, la Grande-Bretagne et l'Allemagne, limitèrent leurs importations en provenance de la région de la Baltique.
La montée au pouvoir d'Adolf Hitler en Allemagne augmenta les tensions, fragilisant la position des pays baltes. Les Allemands répondirent à la crise bancaire de 1931 par l'introduction de la politique du Grossraum Wirtschaft. Il s'agissait d'un accord de compensation où les États troquaient des biens matériels au lieu d'échanger de l'argent. Cela augmenta le commerce allemand avec les États baltes et rendit leur économie dépendante de celle de l'Allemagne, ainsi que dans les Balkans. En janvier 1934, les Allemands et les Polonais signèrent un pacte de non-agression.
En mars 1934, le commissaire soviétique des Affaires étrangères Maxime Litvinov proposa à l'ambassadeur allemand à Moscou, Rudolf Nadolny, une garantie germano-soviétique pour les pays baltes qui étaient, selon le texte, « auparavant une partie de l'ancien empire russe ». Hitler mit son veto à cette formulation et Nadolny dut démissionner. Puis les Soviétiques se tournèrent vers le plan « Locarno oriental », qui avait été proposé à l'origine par le ministre français des Affaires étrangères Louis Barthou. Le plan proposé aurait permis aux troupes soviétiques d’entrer dans les pays baltes au nom de l'assistance mutuelle. Les menaces externes conduisirent à la conclusion de l'Entente baltique en septembre 1934, dans laquelle les pays baltes décideraient d'une politique étrangère collective, bien qu’aucune disposition militaire ne fût prévue.

### Coopération germano-soviétique
L'Allemagne augmenta son pouvoir et son l'autorité grâce à l'accord naval anglo-allemand en 1935 et la remilitarisation de la Rhénanie en 1936. En réponse, les chefs d’état-major baltes furent invités à la célébration du 1er mai à Moscou en 1936. Lors de leur visite, un officier estonien fut mis en garde contre l'influence allemande et reçut une offre d’alliance militaire avec l'Union soviétique. Le chef du parti bolchevique de Leningrad Andreï Jdanov prononça un discours au 8e Congrès des Soviets en novembre 1936, dans lequel il mit en garde les États frontaliers d’agir au nom des puissances fascistes et fit allusion à une intervention de l'Armée rouge de l'autre côté de la frontière.
Ensuite, l'Allemagne annexa l'Autriche en mars 1938. Quelques jours après, la Pologne exigea que la Lituanie reconnaisse la souveraineté polonaise sur Vilnius. Ne pouvant compter sur aucun soutien externe, les Lituaniens acceptèrent. En septembre, les Allemands occupèrent la Tchécoslovaquie. Ensuite, ils s'employèrent à reconquérir le corridor de Dantzig et Memel en Lituanie. Le 20 mars 1939, les Allemands exigèrent Memel. Deux jours plus tard, les Lituaniens acceptèrent, perdant 30 % de leur capacité industrielle et leur seul grand port maritime. Le démembrement de la Tchécoslovaquie poussa la France et la Grande-Bretagne à garantir l'intégrité du territoire polonais le 30 mars.

Partages prévus et partages réels de l'Europe, selon le pacte Molotov-Ribbentrop, avec plus tard quelques ajustements.

En 1937 et 1938, l'URSS resta neutre envers les États baltes : Moscou n'avait pas réagi à l'Entente balte et le maréchal soviétique Aleksandr Iegorov visita les trois capitales baltes en 1937. Mais en même temps, l'Union soviétique construisit des fortifications à ses frontières avec la Finlande, l'Estonie et la Lettonie, et son aviation ne cessait d'observer leurs territoires. Certes, des représentants britanniques avaient effectué des visites dans la région, et exporté de l'armement, mais par l'accord naval anglo-allemand en 1935, les Britanniques avaient renoncé à toute intervention navale dans la mer Baltique, de sorte que les seuls systèmes de sécurité proposés dans cette région étaient allemands ou soviétiques. Or, au début de 1939, Allemands et Soviétiques commencent des réunions secrètes en vue de conclure un accord. De leur côté, Britanniques et Français tentent d'organiser une « garantie » des États baltes neutres, mais en juin 1939, l'Estonie et la Lettonie cèdent à la pression allemande et signent des pactes de non-agression.
À la fin de juin, alors que le pacte germano-soviétique est toujours en négociation, le général allemand Franz Halder se rend en Estonie et en Finlande, et plus tard, l'amiral Wilhelm Canaris vient en Estonie. L'Allemagne et l'Occident s'activent pour obtenir les faveurs soviétiques : qui l'emportera ? Staline pèse le pour et le contre : les Français étaient prêts à remettre les États baltes aux Soviétiques afin d'acheter un accord, mais les Britanniques refusèrent. Le Français et les Britanniques se rendirent à Moscou pour tenir des conversations militaires en août 1939. Les Soviétiques exigeaient que les puissances occidentales occupent des bases en Finlande et dans les pays baltes, puis les remettent à l'Armée rouge. Peu de temps après, le ministre allemand des Affaires étrangères Joachim von Ribbentrop se rendit à Moscou pour négocier la dernière étape du pacte, plus tard connu sous le nom de « pacte Hitler-Staline » ou « pacte Molotov-Ribbentrop ». Dans la version initiale de son protocole secret, l'Allemagne nazie et l'URSS stalinienne s'attribuent en Europe orientale en deux sphères d'influence : au Reich la Lituanie, l'ouest de la Pologne, et la majeure partie de la Finlande et de la Roumanie (avec ses champs de pétrole), à l'URSS la Carélie finnoise, l'Estonie et la Lettonie (avec leurs ports), l'est de la Pologne et le nord-est de la Roumanie (avec l'accès aux bouches du Danube). La deuxième version protocole secret, signée le 28 septembre, transférait la Lituanie à la sphère d'intérêt soviétique.

## Ultimatums et occupation soviétiques

### Exigence soviétique d'établir des bases militaires

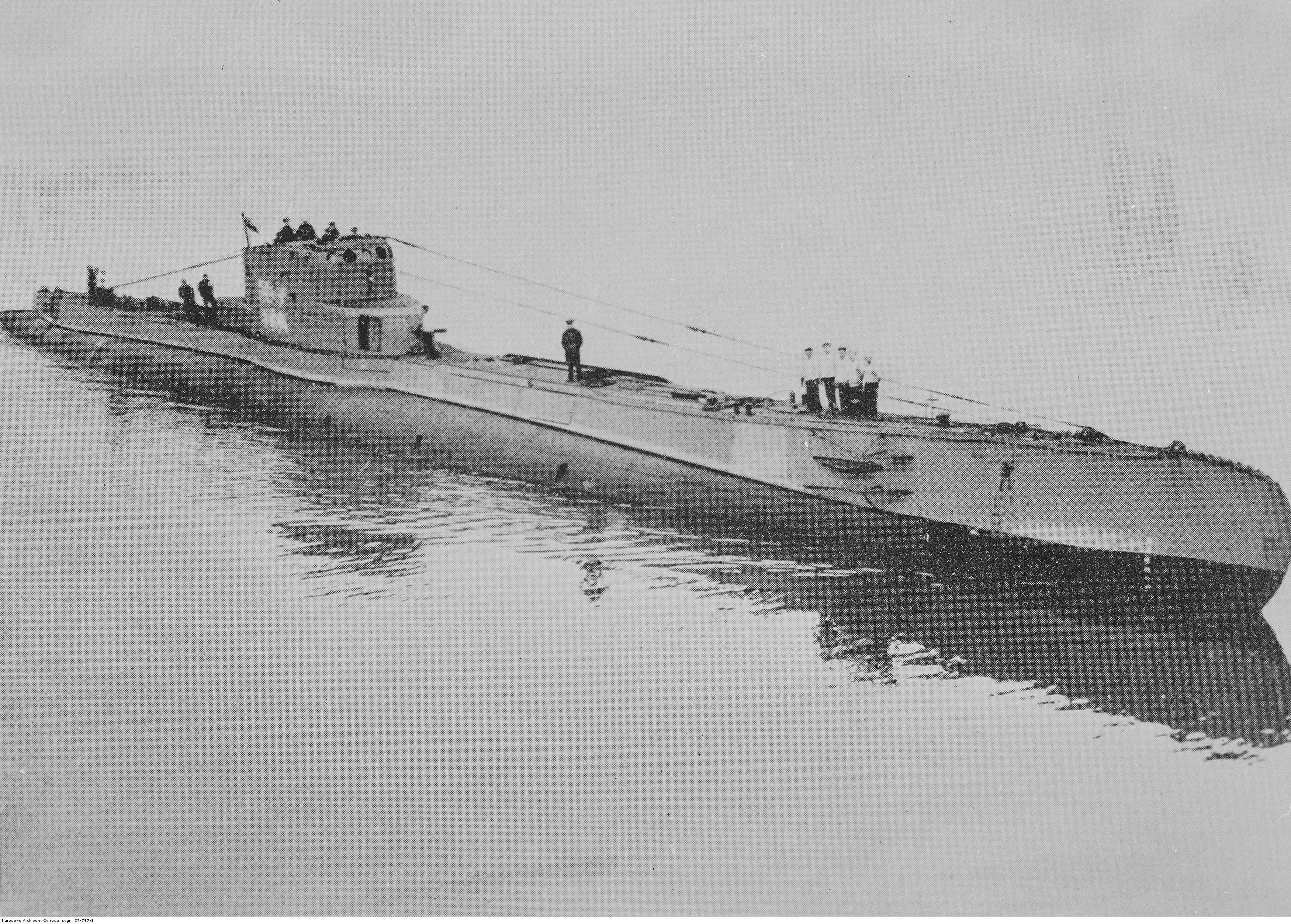
Le sous-marin polonais ORP Orzeł à Rosyth au début de 1940.

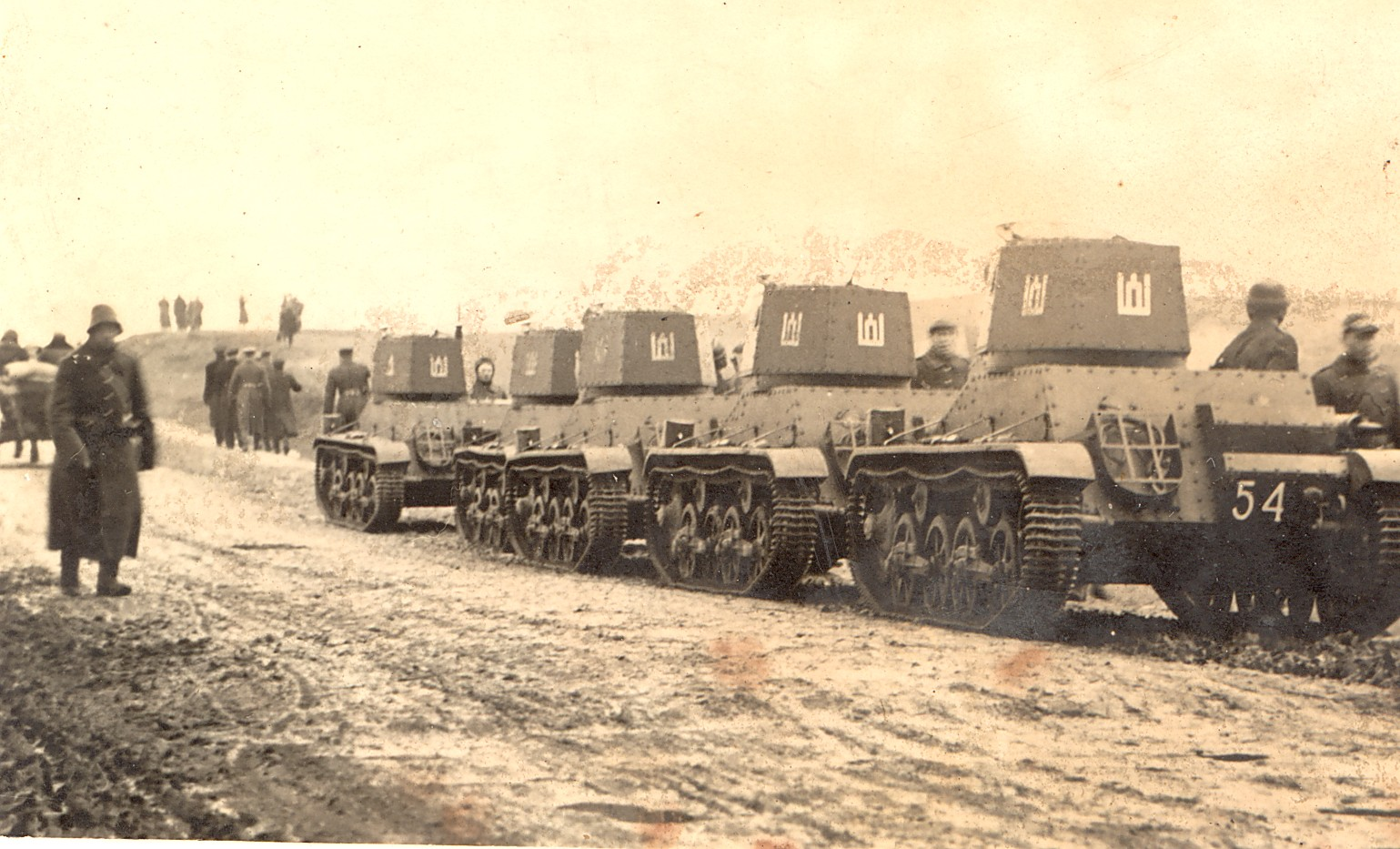
Chars lituaniens en direction de Vilnius en 1939, après le traité d'entraide mutuelle soviéto-lituanien.

Le 23 août 1939, l'Union soviétique s'assure du contrôle des pays baltes conformément au second protocole secret du pacte Hitler-Staline, qui les déclarait comme faisant partie de la sphère d'influence soviétique. Le 16 septembre, les Soviétiques et les gouvernements japonais signent un accord de cessez-le-feu à la suite de la bataille de Khalkhin Gol aux frontières de la Mongolie communiste et du Mandchoukouo, état-fantoche japonais en Chine. Tranquilles de ce côté, les Soviétiques envahissent la Pologne le 17 septembre, les opérations se terminant le 6 octobre. Après avoir occupé la Pologne orientale, les Soviétiques firent pression sur la Finlande et les pays baltes pour conclure des « traités d'assistance mutuelle ». En guerre (non-déclarée) contre la Pologne, les Soviétiques mirent en doute la neutralité de l'Estonie après le départ d’un sous-marin polonais en escale à Talinn, le 18 septembre. Une semaine plus tard, le 24 septembre, le ministre des Affaires étrangères estonien Karl Selter reçut un ultimatum à Moscou : les Soviétiques exigeaient la conclusion d'un traité d'assistance mutuelle qui incluait l'établissement de bases militaires soviétiques en Estonie.
Au début de 1939, le district militaire de Léningrad avait déjà alloué 17 divisions, soit environ 10 % de l'armée soviétique, qui devaient faire face aux pays baltes. La mobilisation suivit peu après. La 8e armée fut envoyée à Pskov, le 14 septembre 1939, et la 7e Armée mobilisée et placée sous le commandement du district militaire de Leningrad. Les préparatifs d'invasion étaient en voie d'achèvement. Le 26 septembre, la région militaire de Leningrad reçut l’ordre de « commencer à concentrer des troupes sur la frontière estonienne et lettone et d’achever cette opération le 29 septembre ». L'ordre indiquait: « au moment de commencer l'attaque, une directive distincte sera émise ». Le 24 septembre, les navires de guerre de la marine soviétique firent leur apparition au large des ports estoniens et les bombardiers soviétiques entamèrent des patrouilles menaçantes sur Tallinn et la campagne environnante. Le 25 septembre, l’URSS entra alors dans l'espace aérien des trois États baltes, rassemblant des renseignements.
Après quatre jours de négociations, les Estoniens n'eurent d’autre choix que d'accueillir des bases terrestres, navales et aériennes soviétiques sur deux îles estoniennes et au port de Paldiski. Le nombre de soldats soviétiques en Estonie fut fixé à 25 000. Le traité d'assistance mutuelle fut signé le 28 septembre et les Soviétiques conclurent des traités similaires avec la Lettonie le 5 octobre et le 10 octobre avec la Lituanie. Le dernier traité transférait le district de Vilnius à la Lituanie. La Finlande fut invitée à entamer des négociations similaires le 5 octobre. Contrairement aux pays baltes, les négociations finno-soviétiques durèrent des semaines, sans pour autant aboutir. Les Soviétiques envahirent la Finlande le 30 novembre. Les Finlandais réussirent à résister aux Soviétiques pendant plus de trois mois; la nation perdit plus de 10% de sa superficie, mais elle conserva sa souveraineté.

### Occupation et annexion

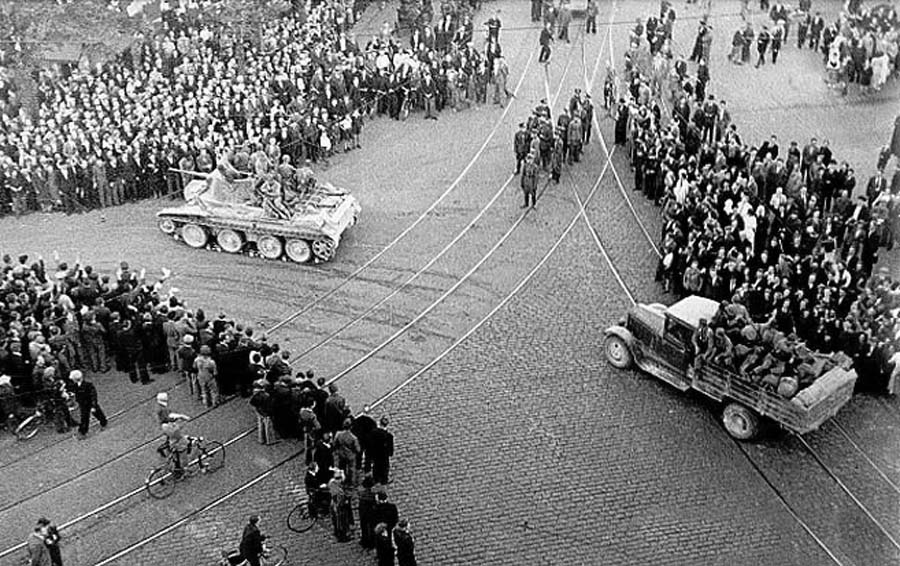
Chars soviétiques dans le centre de Riga en 1940

En décembre 1939, les communistes lettons furent appelés pour consultation à Moscou. Leurs activités comprenaient, entre autres, la collecte d'informations sur ceux qui avaient des opinions hostiles aux Soviétiques. En mai 1940, les Soviétiques se sont tournés vers l'idée d'une intervention militaire directe, mais avaient encore l'intention d'utiliser un gouvernement fantoche. Leur modèle était la république démocratique finlandaise, un régime fantoche mis en place par les Soviétiques le premier jour de la guerre d'Hiver. Les Soviétiques organisèrent une campagne de presse contre les prétendues sympathies pro-alliées des gouvernements baltes. En mai, les Allemands attaquèrent la France ; le pays fut envahi et occupé un mois plus tard. À la fin du mois de mai et au début du mois de juin, les États baltes furent accusés de collaboration militaire contre l'Union soviétique. Le 15 juin, le gouvernement lituanien n'eut d’autre choix que d'accepter l'ultimatum soviétique et de permettre l'entrée d'un nombre indéterminé de soldats soviétiques. Le premier ministre Antanas Smetona proposa une résistance armée aux Soviétiques, mais le gouvernement refusa, proposant son propre candidat pour diriger le régime. Cependant, les Soviétiques refusèrent et envoyèrent Vladimir Dekanozov pour prendre en charge des affaires tandis que l'armée rouge occupait le pays.
Le 16 juin, la Lettonie et l'Estonie reçurent également des ultimatums. L'armée rouge occupa les deux États baltes quelques jours après. Les Soviétiques installèrent Andreï Vychinski à la tête de la Lettonie et Andrei Jdanov en Estonie. Les nouveaux gouvernements des États baltes furent formés les 18 et 21 juin suivant une coalition de front populaire. Ils furent confirmés dans leurs fonctions par des élections truquées, les 14 et 15 juillet,,. Le 18 juillet, des manifestants communistes dans les grandes villes baltes appelèrent à l'incorporation dans l'Union soviétique. Trois jours plus tard, les trois parlements déclarèrent leur État comme république soviétique et émirent des demandes d'adhésion. La Lituanie fut incorporée dans l'Union soviétique, le 3 août, la Lettonie, le 5 août, et l'Estonie le 9 août.
Les États-Unis et la plupart des pays non communistes membres de l'ONU, ainsi que, par la suite, le Parlement européen,,, la CEDH et le Conseil des droits de l'homme de l'ONU n'ont pas juridiquement reconnu l'occupation et incorporation des pays baltes parmi les 15 républiques socialistes soviétiques et ont continué à les reconnaître de jure comme États souverains,,.
C'est pourquoi les trois pays baltes ont pu, depuis 1991 et contrairement aux douze autres républiques ex-soviétiques, quitter la sphère d'influence russe, opter pour une politique euro-atlantique. Ceci s'est traduit par le refus en décembre 1991 d'intégrer la Communauté des États indépendants (CEI, avatar postsoviétique), par la candidature à une adhésion à l'OTAN malgré les protestations de la Russie et par l'adhésion à l'Union européenne le 1er mai 2004.